# Rue de Lourcine
Cet article court présente un sujet plus développé dans : Rue Broca, Rue Édouard-Quénu et Rue Léon-Maurice-Nordmann.
La rue de Lourcine est une ancienne voie de Paris dans l'ancien 12e arrondissement (quartiers Saint-Michel et de l'Observatoire), aujourd'hui dans les actuels 5e arrondissement (quartier du Val-de-Grâce) et 13e arrondissement (quartier de Croulebarbe).
Elle correspond aux actuelles :
- rue Édouard-Quénu entre la rue Mouffetard et la rue Claude-Bernard ;
- rue Broca, entre la rue Claude-Bernard et le boulevard Arago ;
- rue Léon-Maurice-Nordmann entre le boulevard Arago et la rue de la Santé.

## Situation
Elle reliait la rue Mouffetard (au niveau de l'église Saint-Médard) à la rue de la Santé (au niveau de l'actuelle prison de la Santé). Elle était prolongée au nord par la rue Censier et au sud par la rue Jean-Dolent.

## Odonymie
Son nom fait référence à un lieu-dit, un territoire appelé initialement « terra de lococinerium » (le lieu des cendres) qui deviendra au cours du temps  « Laorcine » puis « Lourcine ».

## Histoire
Cette rue est une voie du faubourg Saint-Marcel, formée sur le territoire appelé, vers 1182, « Laorcine » (de vicus de Laorcinis) et, selon Henri Sauval, « ville de Lourcine lés Saint-Marcel » en 1404.
Elle eut plusieurs dénominations :
- « rue du Clos-de-Ganay », en raison du chancelier Jean de Ganay qui y possédait une maison de plaisance ;
- « rue Franchise », du fait que les artisans avaient droit de franchise sur ce territoire qui dépendait du fief de Lourcine, appartenant à la commanderie de Saint-Jean-de-Latran ;
- « rue des Cordelières » sur le plan de Dheulland, du fait de la présence du Couvent des Cordelières (à ne pas confondre avec l'actuelle rue des Cordelières).

Elle est citée sous le nom de « rue de l'Ursine » dans un manuscrit de 1636.
La rue est renommée « rue Broca » en 1890 en l'honneur de Pierre Paul Broca. La rue Broca a été divisée en trois sections par la suite.
Elle a donné son nom :
- à la caserne de Lourcine, 37 boulevard de Port-Royal, devenue désormais une résidence universitaire.
- à la barrière de Lourcine (ou barrière de la Glacière) ;
- à l'hôpital de Lourcine, fondé en 1836 et renommé hôpital Broca en 1883 ;
- à la villa de Lourcine, créée après le remplacement de l'odonyme historique en écho à sa disparition ;
- à L'Affaire de la rue de Lourcine, pièce de théâtre d'Eugène Labiche, représentée pour la première fois à Paris au Théâtre du Palais-Royal le 26 mars 1857.

Par ailleurs,
- elle est citée dans le roman Sans famille d'Hector Malot. C'est la rue dans laquelle logent Garofoli et ses élèves ;
- elle est citée dans Les Misérables de Victor Hugo ;
- elle est citée dans la nouvelle Sac au dos de Joris-Karl Huysmans, ainsi que la caserne du même nom.